# Уиштосиуатль
Уиштосиуатль (исп. Huixtocihuatl, Uixtochihuatl или Uixtociuatl) — у ацтеков богиня соли, солёной воды и плодородия. Покровительница солеваров и торговцев солью, которая в Древней Мексике добывалась методом выпаривания из солёной воды.

## Мифология
Подобно богине пресной воды Чальчиутликуэ, считалась старшей сестрой богов дождя Тлалока.
Её имя обычно переводится как «госпожа соли» или «соляная женщина», хотя в буквальном смысле означает, скорее, «женщина ольмеков», которых ацтеки называли «уиштотин» (vixtoti, huixtohtin), древних обитателей побережья Мексиканского залива По преданию именно здесь Уиштосиуатль впервые обнаружила соль..
Некоторые источники называют Уиштосиуатль женой бога Опочтли. В то же время её имя носила одна из четырёх женщин, сочетавшихся ритуальным браком с имперсонатором (ixiptla) Тескатлипоки в месяц Уэйтосостли (другие носили имена Шочикецаль, Шилонен и Атлатонан).
Уиштосиуатль изображалась в одежде, покрытой голубыми волнистыми линиями, символизирующими воду; с белым щитом и белым тростниковым посохом, на котором распускаются зелёные листья, в руках. Её голова украшена короной с зелёным пером кетцаля; лицо, тело и конечности — окрашены в жёлтый цвет. Её золотая серьга во Флорентийском кодексе уподобляется жёлтому цветку тыквы.
Посвящённый Уиштосиуатль праздник справлялся в месяц Текуилуитонтли. Во время него приносилась в жертву женщина, олицетворявшая Уиштосиуатль. Важнейшей частью церемоний был танец, исполнявшийся только женщинами; они танцевали, окружив воплощение богини и держа в руках цветущую полынь (iztauhyatl). Участники празднества также украшали себя жёлтыми цветами cempoalxochitl (Tagetes erecta). По окончании церемоний жрецы перерезали воплощению богини горло «пилой» рыбы-пилы (acipaqujtli).